# Altınapa-Talsperre
Die Altınapa-Talsperre (türkisch Altınapa Barajı) liegt ungefähr 14 km westlich der türkischen Großstadt Konya im Gemeindeteil Küçükmuhsine im Südwesten des Landkreises Selçuklu in Anatolien, Provinz Konya. Sie ist Nachfolgerin einer kleineren Talsperre, die 1954 errichtet wurde.

## Name
Der Stausee wurde nach der seldschukischen Karawanserei Altınapa Han benannt. Sie befand sich in der Nähe des heutigen Südufers und wurde beim Bau des Stausees überflutet. Der Han, der um 1201 bis 1202 von Şemsettin Altınapa, dem Wesir des Sultans Rukn ad-Din Suleiman Schah erbaut wurde, war aber schon zu Beginn des Staudammbaus eine Ruine. Bei sehr niedrigem Wasserstand kann die Karawanserei trockenfallen und besichtigt werden, das letzte Mal geschah dies am 6. Dezember 2017. Auf dem Bild sind am Ende der kleinen Halbinsel Reste der Karawanserei zu sehen (siehe roter Pfeil).

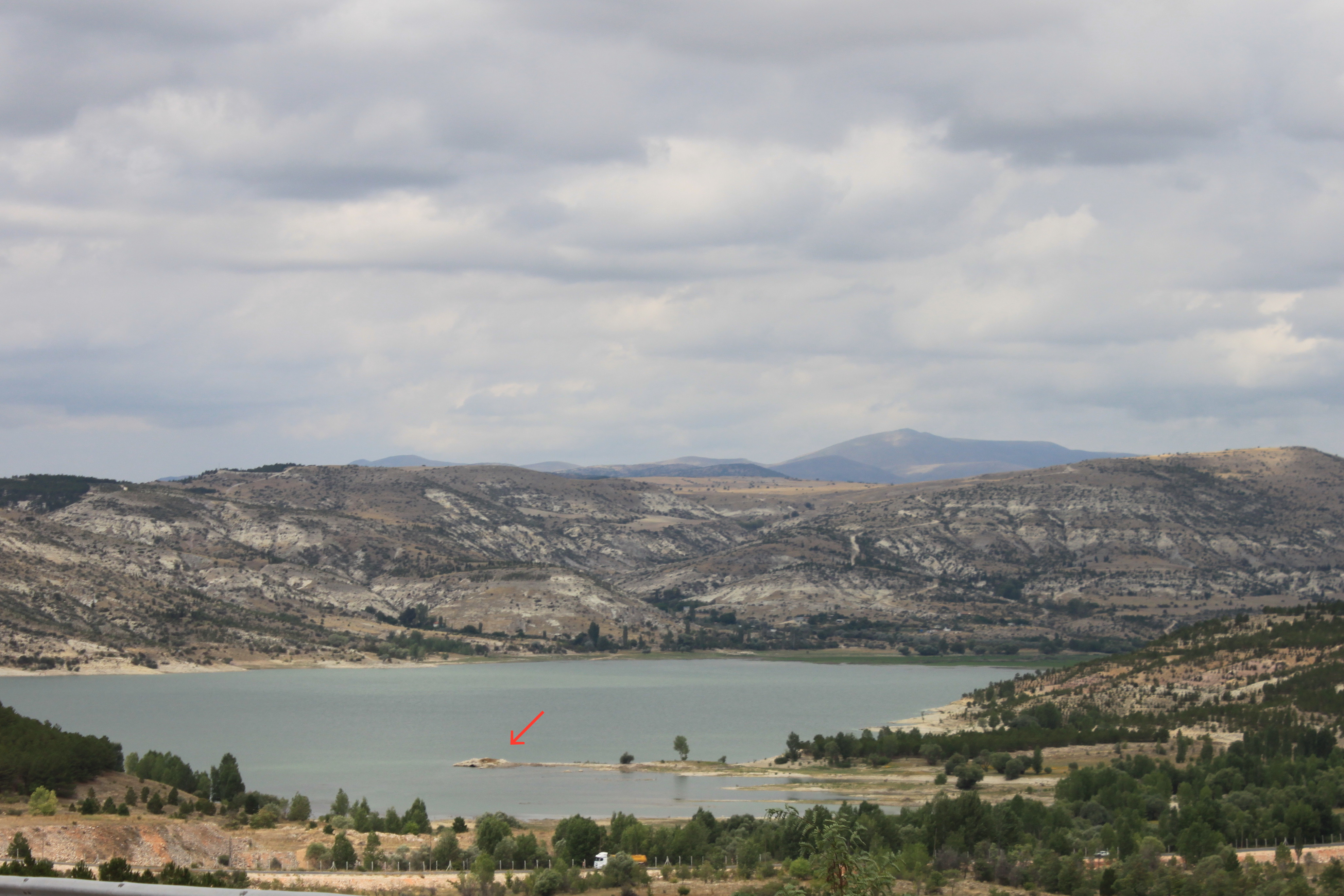
Trockengefallener Teil der Ruine des Altınapa Hans aus dem 12. Jahrhundert (siehe Pfeil).

## Geographie
Der Erdschüttdamm besteht größtenteils aus Felsen und hat ein Volumen von 325.000 m³. Er kann über eine schmalen Straße befahren werden.
Die neue Staumauer wurde von 1963 bis 1967 im Auftrag der staatlichen Wasserbehörde DSİ errichtet.
Der Stausee entstand durch die Überflutung der Meram-Schlucht. Gespeist wird er vor allem durch zwei Bäche: einer ist der Meram (türkisch Meram Çayı), der oberhalb des Stausees auch Dolay Çayı genannt wird, er entspringt am Aladağ in der Nähe von Derbent. Der zweite Bach ist der Çeltöğün Deresi, dessen Quelle am Atağrı Tepesi ist.
Der See selbst liegt 1243 m über dem Meeresspiegel und ist je nach Füllstand zwei bis drei Kilometer lang und ca. 0,8 bis 1 km breit.

## Nutzung
Der Stausee dient vor allem der Trinkwasserversorgung für den Großraum Konya sowie der Bewässerung des nördlichen Dolay-Tales. Ungefähr 15 Millionen m³ Trinkwasser werden jährlich bereitgestellt. Insgesamt 1400 Hektar im Meram-Tal werden von der Talsperre aus bewässert.
Eine weitere Begründung für den Dammbau war der Hochwasserschutz für die Stadt Meram und den Großraum Konya.
Es gibt eine Fischereigenossenschaft, welche die Fischrechte gepachtet hat. Vor allem Karpfen werden gefangen. Privates Angeln ist verboten.
Das Schwimmen ist nicht erlaubt, ist aber bei einer durchschnittlichen Wassertemperatur von 13 °C auch nicht empfehlenswert.
2015 wurde das Naherholungsgebiet Altınapa Baraji eröffnet.

## Probleme
Der Stausee leidet stark unter dem Einfließen von Sedimenten. Der nördliche Teil ist bereits stark versandet und versumpft.
Im Jahr 2008 kam es an zwei Stellen des Dammschachts zu Rissen. Die Schäden wurden behoben, aber es blieb unklar, warum sie entstanden. Die Gefahr von neuen Rissen besteht weiterhin.
2012 mussten die Notfallventile sowie die Druckleitungen wegen zu starker Korrosion ausgewechselt werden. Dabei wurde eine Leckwasserinfiltration in der Wassereinlassstruktur festgestellt, die zu einer Verunreinigung des Trinkwassers führte.
Wegen der Nähe zur Millionenstadt Konya kommt es häufig zu Fällen von Fischwilderei.